# Port Olímpic de Barcelona

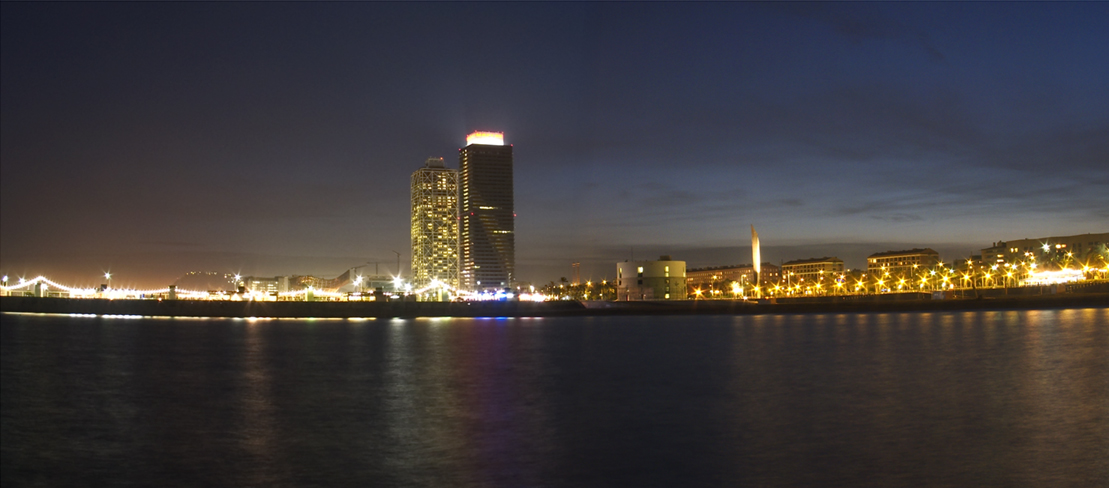
Vista lateral i nocturna del Port Olímpic de Barcelona, al fons es poden observar els edificis de la Torre Mapfre i l'Hotel Arts.

El Port Olímpic de Barcelona és un port esportiu que està situat davant de la Vila Olímpica del Poblenou, entre les platges de la Barceloneta i Nova Icària del districte de Sant Martí de la ciutat de Barcelona. Actualment és gestionat per l'empresa municipal Barcelona de Serveis Municipals (BSMSA) per encàrrec de l'Ajuntament de Barcelona.
Al seu entorn s'hi situen un bon nombre de serveis de la ciutat, el Zoo de Barcelona, els edificis de la Torre Mapfre i l'Hotel Arts, l'escultura "Peix d'or" de Frank Gehry, el Gran Casino de Barcelona i l'Hospital del Mar així com un bon nombre de restaurants, bars i cinemes.

## Història
Va ser construït sota disseny dels arquitectes Oriol Bohigas, Josep Martorell, David Mackay i Albert Puigdomènech i la direcció de l'enginyer Joan Ramon de Clascà l'any 1991 per tal de dotar a la ciutat d'un port esportiu a la seva altura, seguint la normativa de la Generalitat de Catalunya de reconvertir la costa nord de la ciutat en una zona residencial i d'oci.
El 1992 va ser la seu de les competicions de vela esportiva als Jocs Olímpics d'Estiu de 1992 celebrats a la ciutat de Barcelona.
Actualment, a part de ser un reputat port esportiu de la costa mediterrània, s'ha convertit en un centre turístic i d'oci de la capital catalana.

## Característiques tècniques
El Port Olímpic és una estructura rectangular amb tres dics de tancament que arriben a arribar a una altura de més de 7 Msnm El dic sud és la continuació del carrer de Marina, el dic nord és la prolongació del carrer Pamplona. D'aquest surt el tercer dic cap al sud, el de Poblenou, de 500 m de llarg i amb una forma corba per a aprofitar l'energia de les ones. La superfície d'aigua abrigada és de 8 ha aproximadament.
Té una capacitat de 743 amarratges (embarcacions) de 7 a 30 m d'eslora. Disposa d'un varador de 2.900 m² i una grua per a embarcacions de fins a 6 T o un "travel lift" per a les més grans (màxim 45 T).
Està obert les 24 h del dia tots els dies de l'any, i compta amb servei d'aigua, electricitat, instal·lacions sanitàries, centre comercial, estació meteorològica i servei de combustible per a les embarcacions.